# 越宏一
越宏一（こし こういち、1942年4月8日- ）は、日本の美術史学者、東京芸術大学名誉教授。

## 人物・来歴
長野県生まれ。曽祖父は信越化学工業初代社長の越寿三郎。1965年東京藝術大学美術学部卒、65−72年ウィーン大学に留学、オットー・ペヒトに師事し博士号取得。東京芸大教授。91年フィリップ・フランツ・フォン・シーボルト賞受賞。2008年定年退官し名誉教授。ヨーロッパ中世美術が専門。
2020年瑞宝中綬章受章。

## 著書
- 『插絵の芸術 古代末期写本画の世界へ』朝日新聞社,1989.2.
- 『線描の芸術 西欧初期中世の写本を見る』東北大学出版会,2001.10.
- 『ヨーロッパ中世美術講義』2001.11.　岩波書店・岩波セミナーブックス
- 『西洋美術論考 古代末期・中世から近代へ』中央公論美術出版,2002.2.
- 『風景画の出現 ヨーロッパ美術史講義』2004.10.岩波セミナーブックス
- 『中世彫刻の世界 ヨーロッパ美術史講義』2009.6.岩波セミナーブックス
- 『デューラーの芸術』2012.7.岩波セミナーブックス
- 『ラヴェンナのモザイク芸術』中央公論美術出版, 2016.2

編著
- 『ヨーロッパ中世美術論集 5  中世美術の諸相』編）竹林舎 2018.7

### 翻訳
- イルムガルト=フッター『西洋美術全史 4　初期キリスト教美術・ビザンティン美術』福部信敏共訳 グラフィック社, 1978.11
- オットー・ペヒト『美術への洞察 美術史研究の実践のために』前川誠郎共訳 岩波書店,1982.12.